# Сендега Олександр Степанович
Олександр Степанович Сенде́га (нар. 19 грудня 1953, Полтва) — український політик, голова Львівської облдержадміністрації (9 червня 2003 — 20 грудня 2004). Державний службовець 3-го рангу (липень 2002). Директор газопромислового управління «Львівгазвидобування» (з 10.2006 року). Депутат Львівської облради від Партії регіонів (2010—2015 рр.).

## Життєпис
Народився 19 грудня 1953 року (с. Полтва, Буський район, Львівська область).
Освіта: Львівський державний університет імені Івана Франка (1980), «Організація механізованої обробки економічної інформації».
- 12.1970—11.1972 — сортувальник, Львівський призалізничний поштамт.
- 11.1972—11.1974 — служба в армії.
- 02.1975—08.1977 — оператор, заступник начальника цеху Львівського призалізничного поштамту.
- 08.1977—09.1984 — секретар комітету комсомолу, секретар парткому Львівської залізниці.
- 09.1984—04.1986 — слухач Вищої партійної школи при ЦК КПУ.
- 04.1986—08.1994 — заступник голови Залізничного райвиконкому міста Львова.
- 08.1994—09.1996 — голова Залізничної райадміністрації міста Львова.
- 09.1996—05.2002 — перший заступник міського голови виконкому Львівської міськради.
- 05.2002—06.2003 — перший заступник голови Львівської облдержадміністрації.
- 06.2003—12.2004 — голова Львівської облдержадміністрації.
- 10.2006 — по  т.ч. — директор Газопромислового управління "Львівгазвидобування".

Державний службовець 3-го рангу (липень 2002).

## Нагороди
Орден «За заслуги» III ступеня (вересень 1999 р.), II ступеня (грудень 2003 р.), І ступеня (грудень 2009 р.). Почесна грамота Кабінету Міністрів України (грудень 2003).
Кавалер ордена «За заслуги перед Польщею» (листопад 2006 р.).